# Ogar polski
Ogar polski – rasa psów gończych. Pies myśliwski. Podlega próbom pracy.

## Krótki rys historyczny
Pochodzenie nazwy rasy nie jest do końca jasne, natomiast samą rasę, jak wszystkie rasy gończych europejskich, wywodzi się od psów św. Huberta. Prawdopodobnie dochodziło do krzyżowania tej rasy z miejscowymi rasami gończymi. Z pewnością mają one domieszkę krwi gończych z Półwyspu Apenińskiego, a w XVIII wieku skrzyżowano je z foxhoundami.
Pierwsze wzmianki o ogarach w literaturze polskiej znajdują się w poemacie Tomasza Bielawskiego „Myśliwiec” napisanym w 1595. Również Mikołaj Rej w „Żywocie człowieka poczciwego” (1568) wspomina te psy. W 1608 roku ukazał się pierwszy traktat naukowy poświęcony ogarom „O psach gończych i myślistwie z nimi” hrabiego Jana Ostroroga, wydany w pełnej formie w 1618 roku podtytułem „Myślistwo z ogary”.
Przez wieki ogar był cenionym towarzyszem myśliwych. Na podstawie zachowanych materiałów można wysnuć przypuszczenia, że psy w tym typie znane były już od XIV wieku i aż do XVIII ogary były bardzo popularne na terenach Polski. Zawirowania historii, a co za tym idzie zubożenie szlachty nieomal doprowadziły do całkowitego wyginięcia tej rasy. W wyniku licznych krzyżówek z innymi rasami oraz braku planowej hodowli prawie nie było ogarów czystej krwi.
Pracę nad rekonstrukcją rasy rozpoczął w 1959 roku Piotr Kartawik sprowadzając z terenów Litwy trzy psy: BURZANA, ZORKĘ oraz CZITĘ i zakładając hodowlę „Z Kresów”. W 1964 roku Jerzy Dylewski opracował wzorzec tej rasy, który 15 listopada 1966 roku został zarejestrowany w FCI pod numerem 52. Pod koniec lat 60. tragiczna śmierć Piotra Kartawika przerwała jego pracę hodowlaną.

## Charakter
Ogar jest psem spokojnym, zrównoważonym i jak inne rasy stworzone do polowania w grupie, niezwykle towarzyskim. Potrzebuje kontaktu z człowiekiem. Dobrze sprawdza się w kontaktach z dziećmi (zwłaszcza suki wykazują się w takich sytuacjach dużym wyczuciem). Psy te nie sprawiają problemów związanych z agresywnym zachowaniem, są łagodne w stosunku do innych psów i zwierząt. Pilnują swojego terenu, ale ogranicza się to do sygnalizowania obecności intruza. Z pewnością nie są to psy obronne, chociaż ich wzrost i masa budzą respekt. Zdarzają się przypadki, gdy ogary atakują inne osoby lub psy, jeśli zauważą, że ich właścicielowi może grozić niebezpieczeństwo. Ich temperament umożliwił im z powodzeniem adaptację w warunkach miejskich. W domu są spokojne, a nawet leniwe i nie domagają się przesadnie ruchu, chociaż jak każdy gończy lubią wybiegać się, niezależnie od warunków atmosferycznych, najlepiej w grupie innych ogarów. Na spacerach nie są szybkie, ale za to bardzo wytrzymałe.
Ogary szczekają umiarkowanie donośnym głosem i niezbyt często. Na spacerach, tam gdzie może biegać, może podbiec do obcych by się przywitać. Z uwagi na jego wzrost i masę należy mieć nad psem kontrolę, by móc go do siebie przywołać.

## Wychowanie
Ogar jako pies myśliwski charakteryzuje się dużą niezależnością, dlatego nie należy do psów łatwych w wychowaniu i nie jest polecany dla niedoświadczonych właścicieli. Tak jak każdy pies gończy, ogar lubi swobodę na spacerach, często oddala się od właściciela. Nie ma natomiast skłonności do włóczęgostwa, za to posiada znakomitą orientację w terenie. Ze względu na jego samodzielność w terenie bardzo ważne jest ćwiczenia posłuszeństwa już od najmłodszego wieku. Jako pies miejski powinien być trzymany na smyczy w trakcie spacerów w pobliżu ruchu ulicznego. Tu warto zaznaczyć, że ogar nigdy nie będzie psem bezwarunkowo posłusznym. Jednak łatwo i chętnie uczy się, zwłaszcza, gdy stosuje się pozytywne wzmocnienia. Przy wychowaniu psów tej rasy ważne jest zachowanie spokoju, bo są one bardzo wrażliwe na ton głosu i bardzo łatwo zniechęcić je gwałtownymi reakcjami. Najchętniej uczą się przez zabawę, ponieważ monotonne powtarzanie komend może być dla nich nużące.

## Żywienie i pielęgnacja

Ogar polski – głowa widziana od frontu i z profilu

Ogar polski nie wymaga szczególnego żywienia, jest jednak łakomy i gdy nie zapewni się mu wystarczająco dużo ruchu ma skłonności do tycia. Psy pracujące wymagają innej diety, dostosowanej do ich aktywności.
Pielęgnacja ogara nie jest trudna. Jego sierść składająca się z podszerstka i nieco dłuższego włosa okrywowego nie wymaga regularnych zabiegów, za to bardzo dobrze chroni psa przed różnymi warunkami atmosferycznymi. W okresie linienia warto jednak wyczesywać martwy włos. Większą uwagę należy jednak zwrócić na uszy, ponieważ jak w przypadku innych ras, u których są one wiszące, nie ma wystarczającej wentylacji kanału słuchowego, a co za tym idzie zwiększa się ryzyko wystąpienia stanów zapalnych. W związku z tym trzeba regularnie sprawdzać ich czystość, a w przypadku wystąpienia niepokojących objawów np. uporczywe drapanie przez psa uszu czy trzepanie głową, należy jak najszybciej skontaktować się z weterynarzem.

## Zdrowie
Ogar, jako rasa wyhodowana w warunkach klimatycznych Polski, jest do nich znakomicie przystosowana. Jest on psem bardzo odpornym i rzadko choruje. Pojawiają się swoiste problemy zdrowotne jak w przypadku każdej rasy i warto, żeby potencjalny nabywca psa czy suki tej rasy miał tego świadomość.
Większość schorzeń, które dotykają te psy związanych jest z ich budową – tak jak wyżej wspomniane problemy z uszami, które mogą, ale nie muszą się pojawić. Dodatkowo dość często u tej rasy występują wady powiek (zwłaszcza entropia). W przypadku pojawienia się łzawienia warto skontaktować się ze specjalistą. Usunięcie tej wady nie jest skomplikowanym zabiegiem wymaga jednak pewnej sprawności, dlatego warto powierzyć psa w ręce specjalisty, aby zapobiec ewentualnym powikłaniom. Zabieg korekty oczu przeprowadza się jednak dopiero ok. 9 miesiącu życia, gdyż do tego czasu może ona samoistnie ustąpić (wzrost czaszki powoduje naciągnięcie się skóry).
Wiek
Psy tej rasy dożywają wieku 12–13 lat.

## Wygląd ogólny (wzorzec)
Pies średniego wzrostu, silnej i zwartej budowy, o silnym kośćcu i pewnej masie, proporcjonalnych nogach. Cała sylwetka wskazuje na siłę i wytrwałość, mniej na szybkość. Głos w czasie gonu po tropie czysty, donośny, o średniej zmieniające się tonacji, u suk zwykle wyższy.
Głowa
Dość ciężka, o szlachetnym wykroju, z profilu zbliżona do prostokąta średniej długości, pysk wydłużony, z przodu tępo zakończony, nie klinowaty ani spiczasty. Fafle grube, zwisające, nos ciemny, duży i szeroki, dolna warga z zajadem zwisającym. Szczęki mocne, dostatecznie długie, z prawidłowym zgryzem. Żuchwa dobrze umięśniona. Czaszka tak długa jak kufa. Linia czołowa z linią kufy tworzą kąt rozwarty. Łuki brwiowe silnie rozwinięte, czoło w znacznych zmarszczkach. Kość potylicowa wyraźnie zaznaczona. Załamanie czołowo – nosowe wyraźne.
Oczy
Wyraz łagodny, spokojny, nie za głęboko osadzone, ciemnobrązowe, dolne powieki u psów starszych obwisłe.
Uszy
Nisko osadzone, dość długie, luźnie wiszące, u dołu lekko zaokrąglone. Dolne partie zawijają się ku środkowi szczelnie przylegając do głowy.
Szyja
U nasady przy tułowiu znacznej grubości, silna, muskularna, średniej długości. Podgardle zwisające z dużą ilością fałdowanej skóry.
Budowa przodu
Klatka piersiowa o dużej pojemności, w miarę szeroka i głęboka, przedramię dość dobrze umięśnione. Łopatka skośna, pokryta dobrze rozwiniętymi mięśniami. Napiętek dobrze zaznaczony, wydatny, wyraźny, suchy, gruby, odpowiednio do kości nóg.
Nogi
Na dość grubej kości mocne mięśnie, palce dobrze zebrane, pazury silne, grube, u psów pracujących krótkie. Przy białych palcach jasne, przy żółtych – czarne.
Korpus

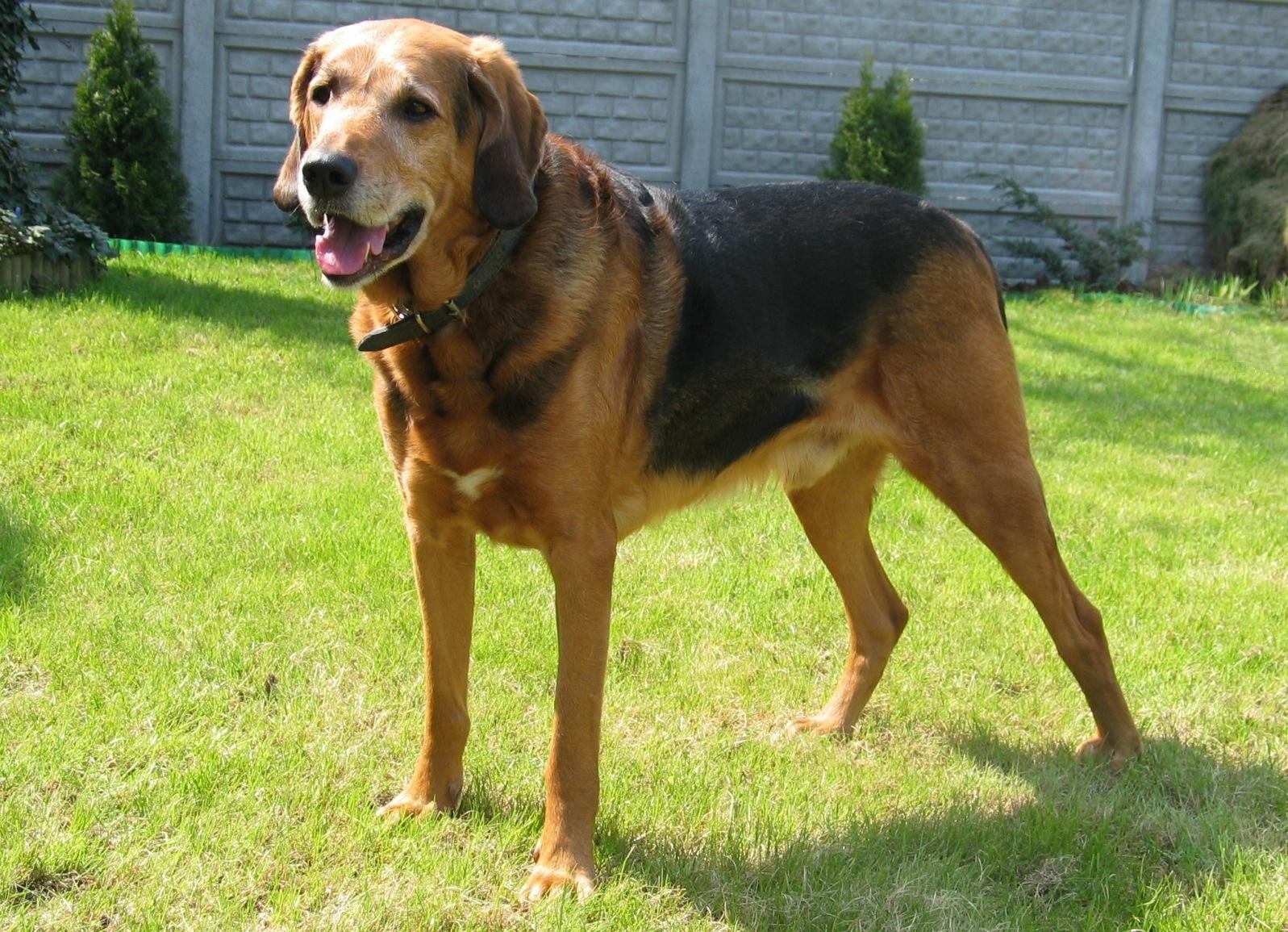
Ogar polski

Klatka piersiowa obszerna, w miarę szeroka i głęboka. Pierś z przodu sięga do łokcia, żebra dobrze wysklepione, długie – jak i cała klatka piersiowa, bardziej zbliżone do pozycji pionowej niż u innych ras. Grzbiet długi, szeroki i muskularny. Krzyż nie spadzisty, szeroki. Brzuch duży, pojemny, prawie tej samej głębokości co klatka piersiowa. Kryje w sobie dobrze rozwinięte narządy trawienia. Bok nie zapadły, wypełniony, zaokrąglony, z możliwie krótką, małą słabizną.
Budowa tyłu
Uda na grubej kości; długie, mocne, dobrze rozwinięte mięśnie; goleń pochyła, dość krótka, dobrze umięśniona. Staw skokowy suchy, wyrazisty.
Tylne kończyny
Pęciny lekko pochyłe, palce dobrze zebrane, podeszwy szerokie, pokryte grubą skórą.
Ogon
Osadzony raczej nisko, gruby, pokryty dłuższym włosem od spodu, sięga niżej stawu skokowego, lekko spadający, od połowy podudzia lekko zgięty. W ruchu swobodnym uniesiony nieco ku górze, lecz nie zaokrąglony. Podczas gonu nieco osadzony, zwisa poniżej poziomu.
Kolor (maść) sierści
Głowa i uszy z wyjątkiem nalotów z obu stron czaszki podpalane, uszy nieznacznie ciemniejsze od reszty. Nogi, podbrzusze i uda również podpalane. Korpus czarny lub ciemnoszary, prawie czarny, w staropolskim języku myśliwskim zwany podżartym. Podpalenie zasadniczo żółte, ma różne natężenie tej barwy aż do rdzawo – cynamonowej, najbardziej cenionej u ogara polskiego. Włos biały dopuszczalny w kształcie strzałki przez głowę aż do nosa, na piersiach, końcach łap i na końcu ogona. W czapraku czarnym, zachodzącym aż na głowę, wyraźne punkty nad oczami o kolorze podpalenia, czerń zachodząca aż na kufę dyskwalifikuje ogara polskiego.
Sierść

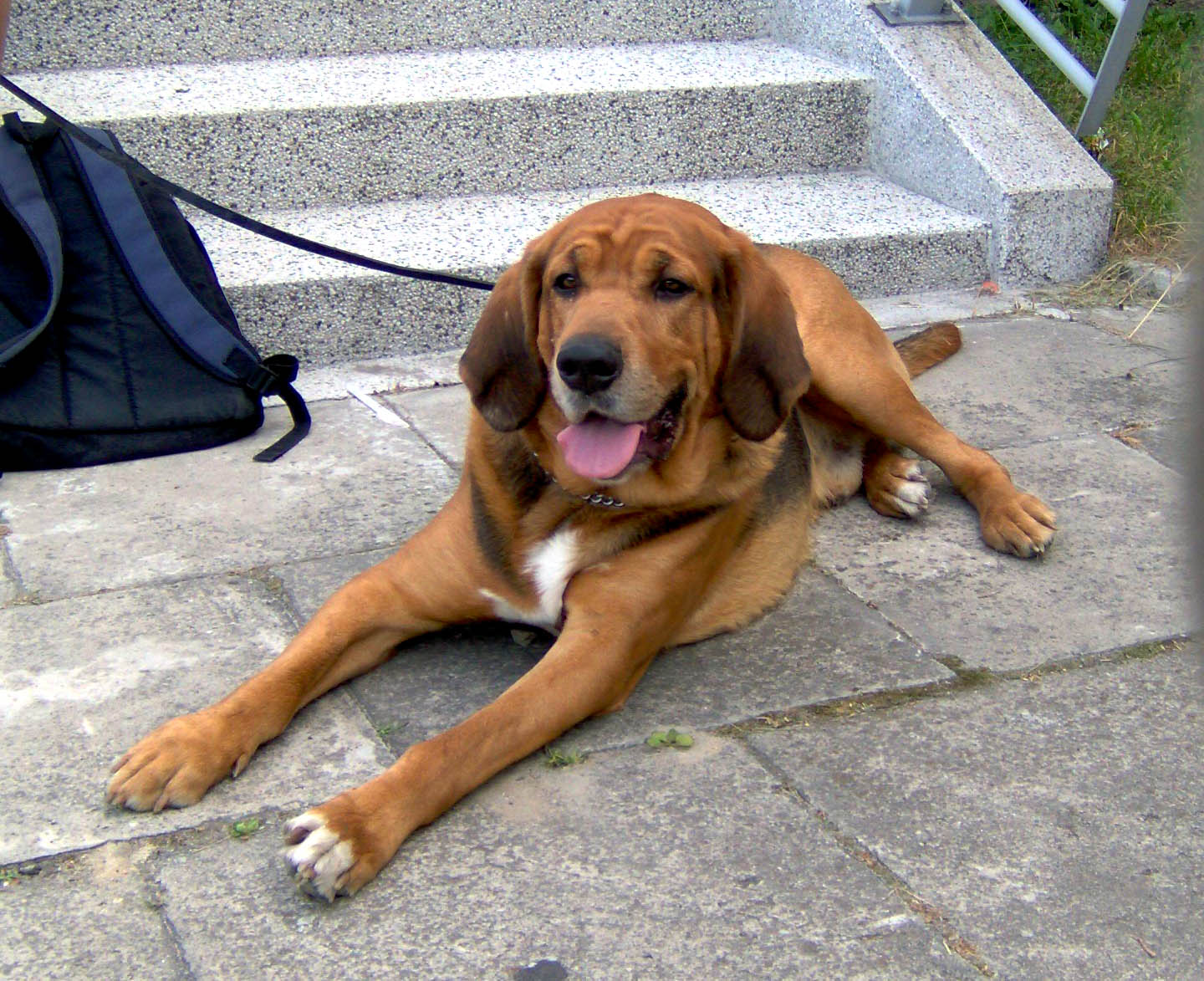
Ogar polski

Średniej długości, gruba, z gęstym podszyciem, nieco dłuższa na karku, tylnej części tylnych nów i na dolnej części ogona.
Budowa
Waga: suki 20 – 26 kg, psy 25 – 32 kg
Wzrost: suki 55 – 60 cm, psy 56 – 65 cm.
Chód – bieg
Normalnie posuwa się drobnym, powolnym, ociężałym truchtem. Podczas polowania szuka i goni w ciężkim galopie.
Wady anatomiczne
Zbyt długie lub za małe i odstające uszy.
Głowa bez wyraźnie zarysowanej potylicy i ze słabymi łukami brwi.
Zbyt jasne oko.
Czarna kufa.
Słabe umięśnienie
Rozlazła stopa.
Wisząca pęcina.
Ogon cienki, za krótki lub za długi i źle owłosiony, zakręcony.
Słabo rozwinięta klatka piersiowa.
Wadliwy zgryz.
Chrapliwy głos.

## Dzieje współczesne
W latach 70 XX w. liczba ogarów polskich szybko wzrosła – z 15 zarejestrowanych w 1967, do 101 zarejestrowanych w 1976. Na przełomie lat 70. XX w. i 80. XX w. wyodrębniono gończego polskiego, który wcześniej znany był jako ogar Pawłusiewicza.
Lata osiemdziesiąte XX wieku były nieudane dla ogara, jednak pod koniec lat dziewięćdziesiątych XX w. nastąpił wzrost populacji rasy. Znalazła ona swoich wielbicieli także wśród myśliwych, którzy prowadzą hodowlę nie tylko pod kątem eksterieru, ale i walorów użytkowych. Jednocześnie ogar jest świetnym towarzyszem rodzin mieszkających nawet w dużych miastach.
Pojedyncze ogary zarejestrowane są w Czechach, Danii, Szwajcarii, Austrii, Włoszech, Belgii, Holandii, Francji, Grecji i Finlandii a także w USA. Więcej wielbicieli rasa zyskała w Niemczech, gdzie prowadzone są liczne działania mające na celu propagowanie rasy.